# Владос, Харлампий Харлампиевич
Харлампий Харлампиевич Вла́дос (1891—1953) — советский терапевт-гематолог, член-корреспондент АМН СССР.

## Биография
В 1916 году окончил медицинский факультет Московского университета. Был ординатором, аспирантом, ассистентом, а затем доцентом госпитальной терапевтической
В 1927 году он был приглашен в качестве специалиста-гематолога в Институт переливания крови, на должность заведующего и проработал там до последних дней своей жизни.
Доцент (1929).
В 1937 году защитил докторскую диссертацию га тему «Аддисон—Бирмеровская болезнь».
В 1948 году Владос Х.Х был избран Член-корреспондент АМН СССР (1948).
Он был председателем гематологической секции Московского терапевтического общества, активно сотрудничал в журнале «Клиническая медицина».
Умер в 1953 году. Похоронен в Москве на Введенском кладбище (участок № 11).

## Признание
- Сталинская премия второй степени (1952) — за разработку новых методов консервирования крови и получения её лечебных препаратов

## Научная деятельность
Автор около 100 научных работ, в том числе две монографии и руководство по клинической гематологии. Под его руководством подготовлено и защищено несколько десятков кандидатских и докторских диссертаций.
Научные труды ученого посвящены вопросам консервирования и переливания крови, дифференциации показаний к переливанию консервированной крови и её ингредиентов, механизму действия переливаемой крови. Х. Х. Владосом для длительной консервации крови был предложен 6 % цитрат лимоннокислого натрия.
В 1944—1945 годах одновременно с А. Н. Крюковым совместно с И. И. Юровской и Ф. Р. Виноград-Финкель разработал метод переливания консервированной эритроцитной массы, этот метод стал активно применяться в клинике внутренних болезней, в педиатрии, хирургической практике, гинекологии. Переливание консервированной эритроцитной массы, особенно в сочетании с пенициллинотерапией, получило всеобщее признание и широкое распространение при лечении острых и хронических лейкозов, гипопластических анемий и агранулоцитарных реакций.
В 1951—1952 годах разработал совместно со своими сотрудниками новый метод комплексного лечения гемолитических анемий переливаниями плазмы и эритроцитной массы. Многие годы совместно с патофизиологической лабораторией посвятил разработке проблем цитотоксинов.
В 1951 году под руководством Х. Х. Владоса был разработан метод лечения эритремии радио-фосфором в сочетании с кровопусканиями и последующим введением плазмы, что позволило достигнуть у больных более длительной клинической ремиссии.

### Научные работы
- Клиническая гематология (1927, совместно с Н. М. Шустровым; 1937)
- Переливание крови в клинике внутренних болезней (1935)
- Клинический анализ механизма действия переливания крови (1936)
- Лечение анемий (1938, 1943, совместно с М. С. Дульциным)
- Классификация лейкозов (1953, совместно с Н. А. Краевским)
- Развитие кровяных клеток в свете унитарного учения (1953)